# Eu sou uma lésbica
Eu sou uma Lésbica é um conto erótico escrito por Cassandra Rios.
Em Eu sou uma lésbica, Cassandra Rios narra as aventuras amorosas de uma lésbica dos anos 1960 e 1970, quando as mulheres "aproveitavam o Carnaval para usar calças compridas, camisas e gravatas, caracterizando-se de homem para melhor serem identificadas pelas outras mulheres, as passivas". O conto foi publicado pela primeira vez em 1980, sob o formato de folhetim, na revista Status.
A personagem principal, Flávia, rememora algumas de suas paixões, nos oferecendo uma visão de que sua sexualidade é, e deve ser entendida de maneira natural. Essa visão da naturalidade, fornecida por uma personagem adulta, nos retira imediatamente da errônea perspectiva de que a sexualidade seria adivinda de um trauma ou rebeldia.
Flávia descreve-se como "[...]natural, consciente, viva e espontânea. Sou definida, autentica, honesta, mas um tanto covarde ainda, ainda." 

## Conteúdo
O livro apresenta análises vinculadas à literatura LGBTQ+, abordando como a desvalorização da escritora, associada à pornografia e a imoralidade, resultou em perseguição política ao longo da sua vida.